# Nieborowice
Nieborowice, německy Nieborowitz, jsou vesnice ve gmině Pilchowice v okrese Gliwice v jižním Polsku v Horním Slezsku. Nacházejí se na pravém břehu řeky Biebrawka přibližně 9 km jihozápadně od města Gliwice.

## Původ názvu
Název obce je odvozen od jména Niebor.

## Historie
První známá písemná zmínka o vesnici pochází z roku 1407.
V rámci plebiscitu v Horním Slezsku v roce 1921 se 196 obyvatel vyslovilo pro setrvání v německé Výmarská republice a 151 pro připojení k tehdejší Druhé Polské republice. Během druhé světové války, na podzim roku 1939 zřídili nacisté poblíž Nieborowic dočasný tranzitní tábor pro 3000 zajatých polských vojáků, aktivistů a slezských povstalců, kde zahynulo asi 2000 lidí, včetně kapitána Jana Kotucze - velitele vojenské jednotky, která jako poslední bránila město Rybnik. Dne 11. září 1939 zde byl spáchán válečný zločin, kde bylo zastřeleno 16 bývalých slezských povstalců pod falešným obviněním z útěku. V obci se nachází historická železniční stanice již zaniklé úzkorozchodné trati. V letech 1975-1998 vesnice administrativně patřila do již zaniklého Katovického vojvodství.[nenalezeno v uvedeném zdroji]

## Popis
Krajinný charakter Nieborowic lze nazvat kulturní krajinou, která je výsledkem kombinace přírodních prvků a lidské činnosti, která se v této oblasti odehrávala po mnoho generací.[zdroj?] Obcí protéká Potok Żernicki, který je přítokem Biebrawky z povodí veletoku Odra. K vesnici také patří její části Mysia Góra a Zalesie.

### Turistika
Územím vesnice vedou turistické trasy:
- Szlak Husarii Polskiej
- Szlak Stulecia Turystyki
- cyklostezky

## Galerie

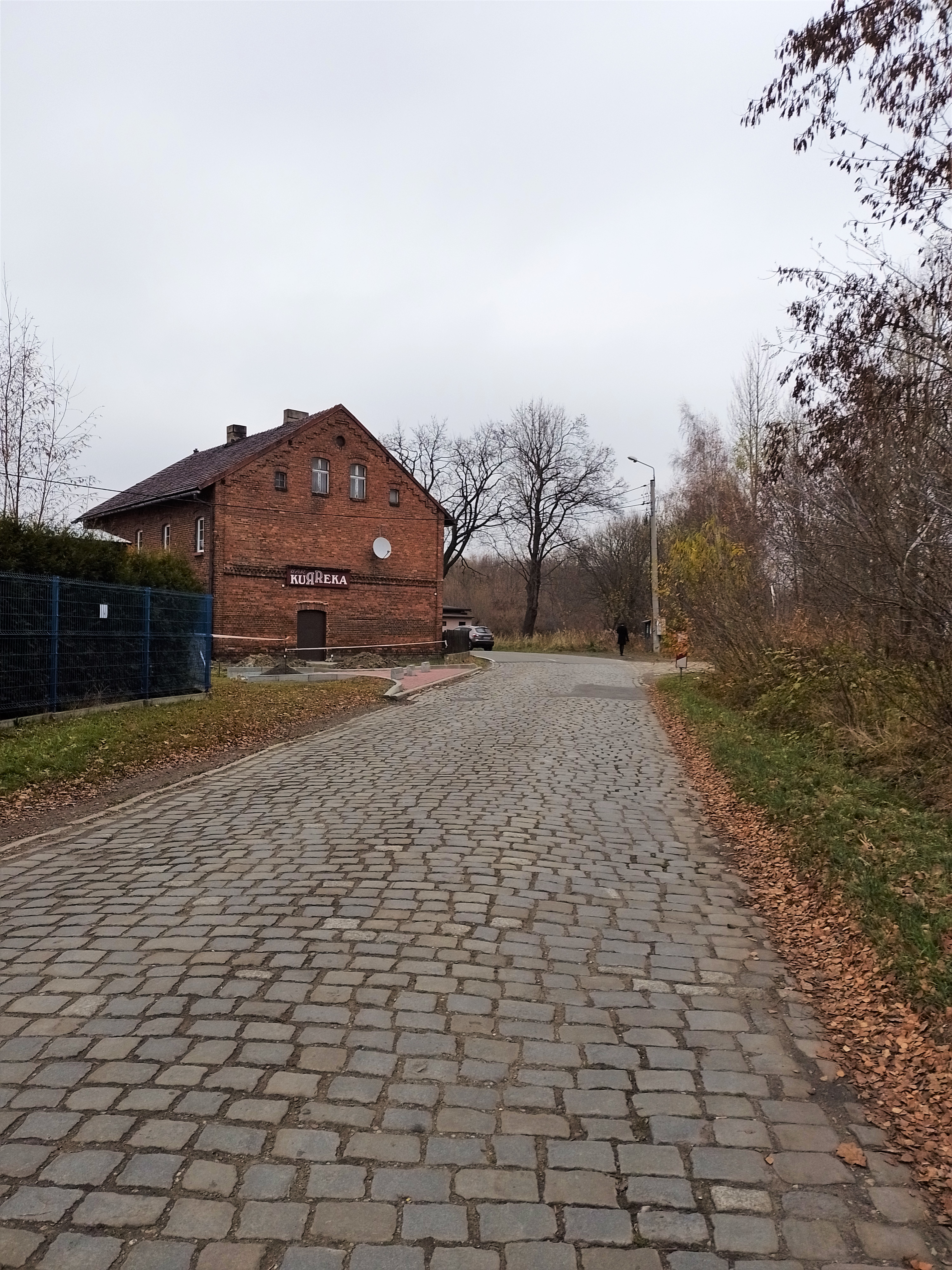
Ulice Dworcowa
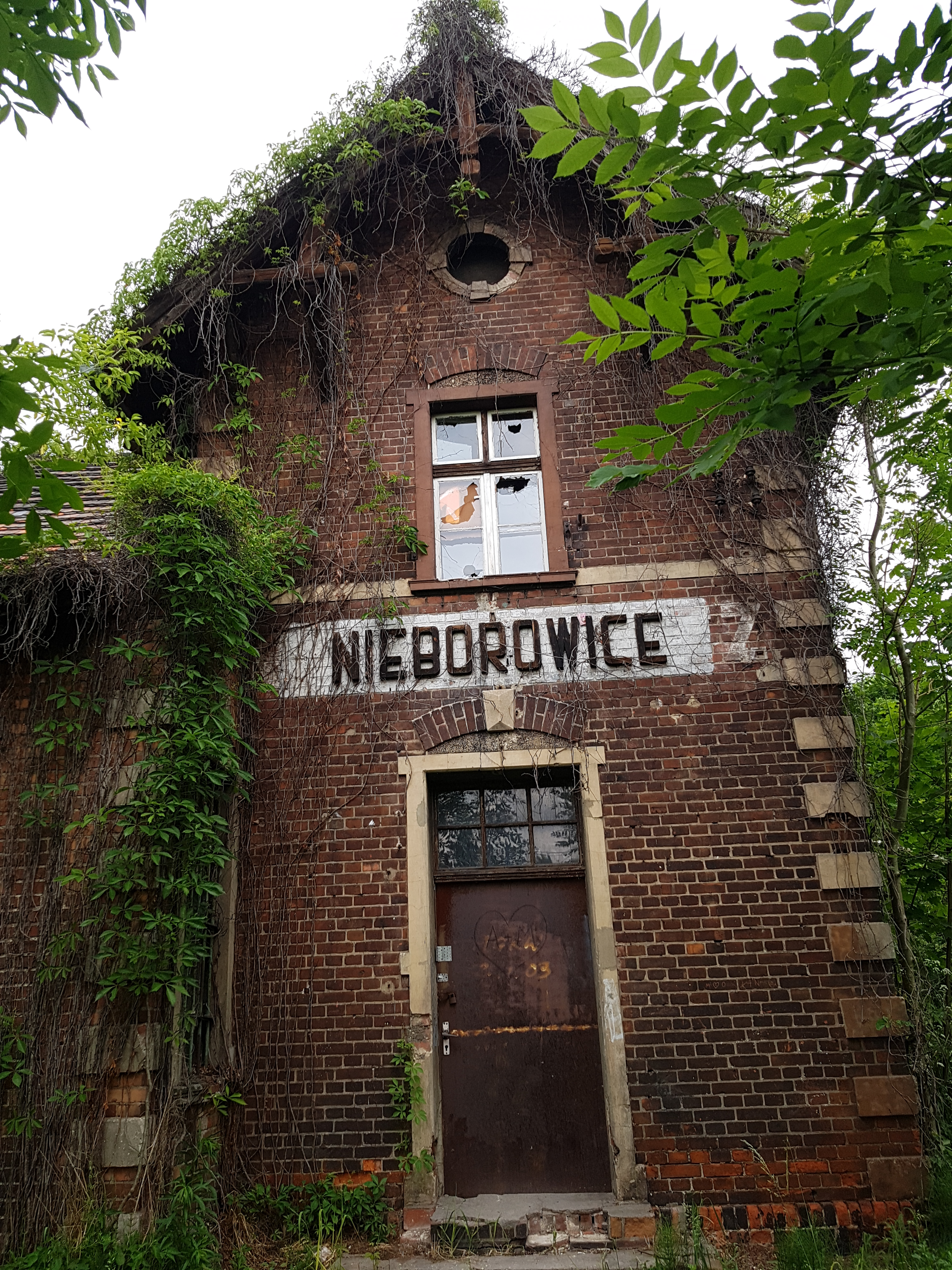
Nádraží
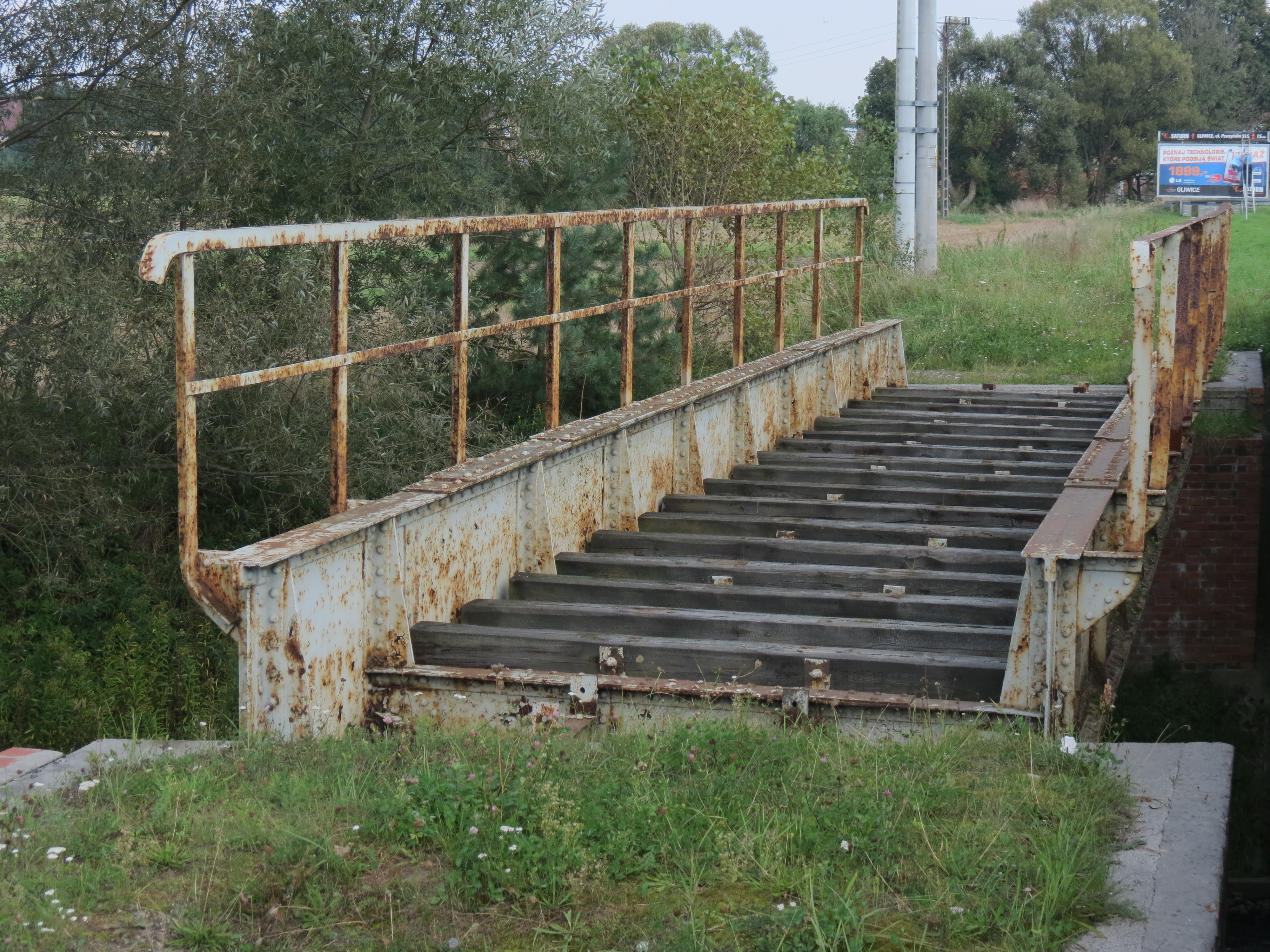
Zaniklý most
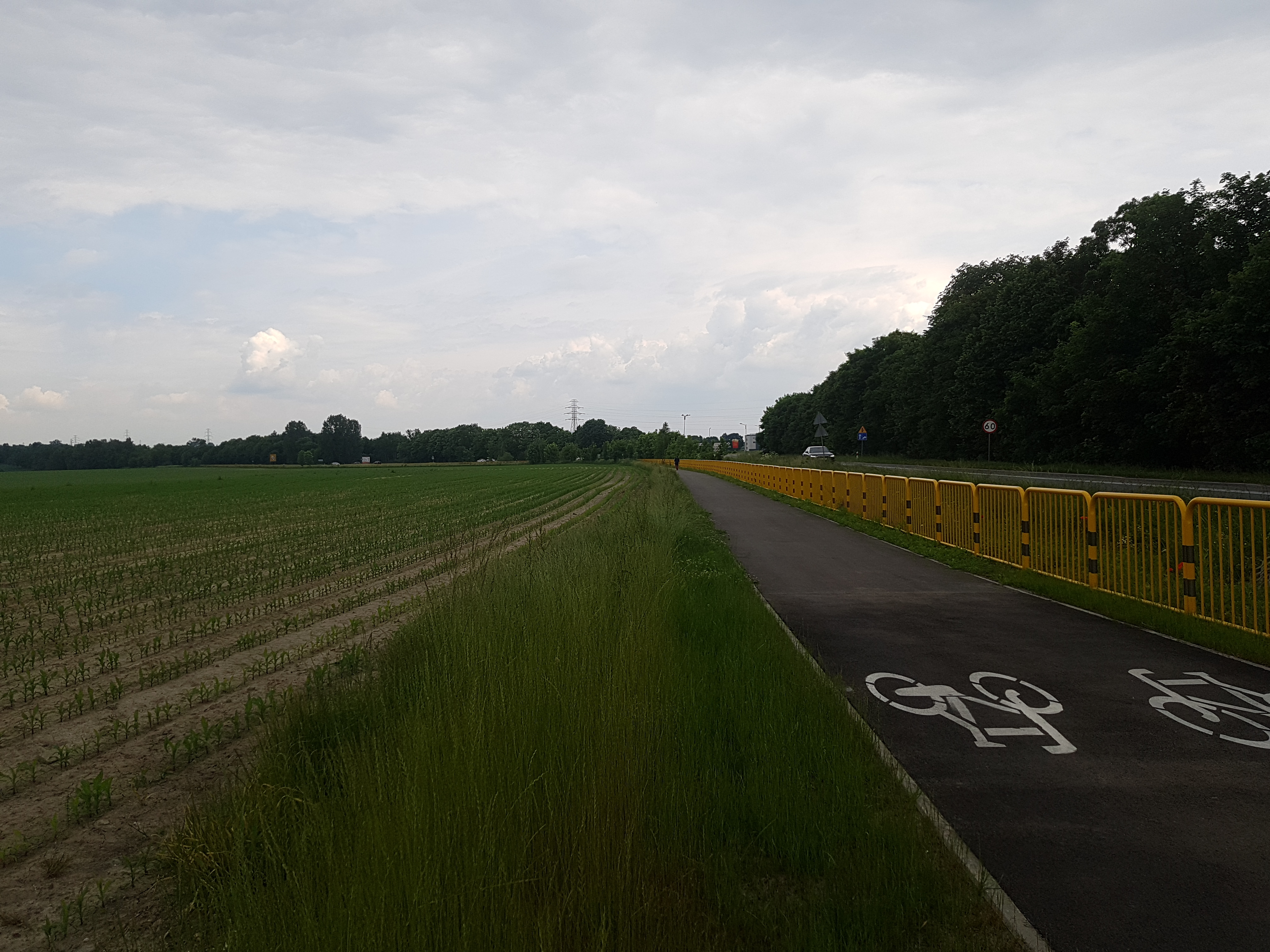
Zaniklá úzkorozchodná železniční trať